# Давидов Микола Іванович
Микола Іванович Давидов (нар. 15 вересня 1930, село Астрадамовка, тепер Сурського району Ульяновської області, Російська Федерація — 1977, село Біляєвка Біляєвського району Оренбурзької області, Російська Федерація) — радянський державний діяч, новатор виробництва, тракторист, комбайнер радгоспу «Бєлогорський» Бєляєвського району Чкаловської (Оренбурзької) області. Кандидат у члени ЦК КПРС у 1971—1976 роках. Герой Соціалістичної Праці (29.11.1968).

## Життєпис
Народився в селянській родині в селі Астрадамовка (за іншими даними — в селі Лікіно) Сурського району. На початку 1930-х років разом із родиною переселився в Бєляєвський район Оренбурзької (в 1938—1957 роках — Чкаловської) області.
У 1943—1946 роках — колгоспник колгоспу «Новая степь» Бєляєвського району Чкаловської області.
У 1947 році закінчив курси трактористів.
У 1947—1949 роках — тракторист колгоспу «Новая степь» Бєляєвського району Чкаловської області.
У 1949—1951 роках — служба в Радянській армії.
У 1951—1977 роках — тракторист, комбайнер радгоспу «Бєлогорський» Бєляєвського району Чкаловської (Оренбурзької) області.
Член КПРС з 1958 року.
Указом Президії Верховної Ради СРСР від 29 листопада 1968 року за успіхи, досягнуті в збільшенні виробництва і заготівель зерна, Давидову Миколі Івановичу присвоєно звання Героя Соціалістичної Праці з врученням ордена Леніна і золотої медалі «Серп і Молот».
Помер у 1977 році.

## Нагороди і звання
- Герой Соціалістичної Праці (29.11.1968)
- орден Леніна (29.11.1968)
- медаль «За трудову доблесть»
- медаль «За освоєння цілинних земель»
- медаль «За доблесну працю. В ознаменування 100-річчя з дня народження Володимира Ілліча Леніна»
- медалі